# Portes du Soleil
Ne doit pas être confondu avec Les Portes du soleil (film).
Les Portes du Soleil sont un domaine skiable franco-suisse comprenant 12 stations de ski sur les versants du massif du Chablais. Selon le site internet du domaine, il est considéré comme l'un des plus grands domaines skiables au monde avec plus de 650 km de pistes en ski alpin et ski de fond revendiquées, mais sans être intégralement reliées entre elles, et compte 195 remontées mécaniques. Le domaine skiable se repartit sur le val d'Abondance, la vallée d'Aulps, le val d'Illiez et le val de Morgins.

## Géographie

### Localisation
Le domaine des Portes du Soleil se trouve dans le massif du Chablais. Les stations et les pistes se situent à une altitude comprise entre 900 et 2 466 mètres.
Les dents du Midi 3 257 mètres) sont devenues l'un des emblèmes du domaine franco-suisse. Auxquelles peuvent s'ajouter les dents Blanches (2 759 mètres) ainsi que le mont de Grange (2 432 mètres) entouré par les stations d'Abondance, de la Chapelle-d'Abondance et de Châtel. Plus loin, le roc d'Enfer (2 244 mètres), dont les pentes appartiennent au domaine de la station de Saint-Jean-d'Aulps et de Bellevaux-La Chèvrerie. Enfin, on peut encore citer les Hauts-Forts à Avoriaz (2 466 mètres), la pointe des Mossettes (2 277 mètres) aux Crosets, la pointe de L'Au (2 152 mètres) à Champoussin, la tête de Linga (2 156 mètres) à Châtel et la pointe de Nyon (2 019 mètres) et d'Angolon (2 084 mètres) à Morzine.

### Accès au domaine
Situé entre le lac Léman et le mont Blanc, le domaine des Portes du Soleil est facilement accessible de par sa proximité avec les grands axes routiers, ferroviaires ou même aériens. Il est situé à environ une heure de Genève. Ainsi, si l'on prend la route du côté suisse, il suffit de suivre l'A9 jusqu'à Aigle, Saint-Triphon ou Bex, situés à 25 minutes environ des villages valaisans. Si l'on arrive du côté français, l'A40 conduit directement au pied du massif, à 30 minutes environ des stations. 
Le domaine est également proche de grands axes ferroviaires. En effet, plusieurs gare SNCF, TPC et CFF permettent des connexions avec des transports destinées au différentes stations. On retrouve du côté français les gares de Thonon-les-Bains et d’Évian-les-Bains et les gares d'Aigle, Monthey et Vionnaz côté suisse. Depuis Aigle, le Chemin de fer Aigle-Ollon-Monthey-Champéry dessert directement le domaine.
Des navettes font également l'aller-retour entre les stations et l'aéroport international de Genève, situé à environ une heure du domaine.

## Histoire
Le domaine des Portes du Soleil est créé en 1964. Le projet de réunir les stations naissantes des vallées d'Abondance, d'Aulps et d'Illiez est né de l'imagination de quelques amis. À leur tête, Jean Vuarnet, champion olympique de descente qui, en observant les stations des États-Unis, imagine un espace de glisse gigantesque en reliant les domaines d'une dizaine de stations de ski entre la Suisse et la France. Cette idée il en parla à Bruno Richard qui skiait avec lui à cette époque et c'est comme cela que l'idée d'un forfait de ski unifié nessa. Une maquette du projet est présentée à l'exposition nationale suisse de 1964 à Lausanne, marquant les débuts officiels des Portes du Soleil. À l'origine Jean Vuarnet voulait appeler le domaine la « Haute Route des Familles », mais ce sera finalement les « Portes du Soleil » qui s'imposera, inspiré du col du même nom situé sur la crête au-dessus de la station suisse des Crosets.
En janvier 2015, une page se tourne dans l'histoire du domaine, avec l'ouverture des télésièges « Gabelou » et « Portes du Soleil » qui permettent de relier en ski les domaines de « Super-Châtel » et « Pré-la-Joux ». Plus largement, c'est l'ensemble du domaine (Châtel, Avoriaz, Morzine, Les Gets, etc.) qui est enfin relié à la partie Torgon, Morgins (domaine du Corbeau) et la Chapelle d'Abondance. Ce projet vieux de plusieurs dizaines d'années a été rendu possible par la construction de 2 télésièges débrayables, ayant pour point commun le lac de Vonnes (Châtel).

## Stations et hébergements

### Promotion
Les communes françaises du domaine ont obtenu le label officiel « commune touristique », voire celui de « station classée de tourisme ». Le Val d'Abondance a reçu le label « Villes et Pays d'art et d'histoire », avec l'appellation Pays de la Vallée d'Abondance.
Les communes de Châtel, Les Gets et Morzine adhèrent au label « Famille Plus Montagne ».

### Les stations
Le domaine des Portes du Soleil comprend douze sites ou communes situés dans le massif du Chablais. Les stations se répartissent sur les deux côtés de la frontière franco-suisse :
Suisse, Canton du Valais
| Station     | Commune       |
| ----------- | ------------- |
| Champéry    | Champéry      |
| Les Crosets | Val-d'Illiez  |
| Champoussin | Val-d'Illiez  |
| Morgins     | Troistorrents |
| Torgon      | Vionnaz       |

France, Haute-Savoie
| Station                                | Commune                 |
| -------------------------------------- | ----------------------- |
| Abondance                              | Abondance               |
| Avoriaz                                | Morzine                 |
| Châtel et Linga - Pré la Joux          | Châtel                  |
| La Chapelle-d'Abondance                | La Chapelle-d'Abondance |
| Les Gets                               | Les Gets                |
| Morzine                                | Morzine                 |
| Montriond                              | Montriond               |
| La Grande-Terche (Domaine Roc d'Enfer) | Saint-Jean-d'Aulps      |

### Hébergements touristiques
Les stations ou communes touristiques de la partie française offrent une capacité de 105 390 lits touristiques en 2014.

## Domaine et gestion

### Domaine skiable et équipements
En 2010, les chiffres de la station sont :
- 286 pistes réparties sur 650 km de pistes revendiquées, mais qui ne sont pas intégralement reliées[9]. En 2013, ces 650 km ont toutefois été remis en cause par un consultant allemand, qui donne après étude le chiffre de 425 km[Note 3]. Dans ces nombreux kilomètres de pistes, il y a la piste du Pas de Chavanette, autrement appelé le « Mur Suisse ». Elle est considérée comme l'une des pistes les plus difficiles du monde[11].
- 210 km de pistes de ski de fond
- 385 km de sentiers raquettes
- 10 snowparks
- 196 remontées mécaniques
- 764 canons à neige
- 89 dameuses

Le domaine des Portes du Soleil propose en été des parcours VTT, des pistes de descente, un cross-country, quatre BikePark ainsi que des sentiers pédestres, des lacs d'altitude et des chalets d'alpages. 24 remontées mécaniques sont ouvertes de juin à septembre. C'est l'un des domaines français les mieux équipés pour la pratique de ce sport.